# Dicción
La dicción es la forma de emplear las palabras para formar oraciones, ya sea de manera oral o escrita. Se habla de buena dicción cuando el empleo de dichas palabras es visto como correcto y acertado en el idioma al que estas pertenecen, sin atender al contenido o significado de lo expresado por el emisor. 
Por otro lado la dicción es también la manera de pronunciar. La colocación de la voz consiste en producirla correctamente, tomando en cuenta la respiración, la colocación correcta del diafragma, la posición de los labios, la articulación y, desde luego, la dicción.[cita requerida]
La palabra dicción proviene del latín dictio, -nem, 'manera de hablar'.

## Vicios de dicción
Los vicios de dicción son un empleo de construcciones gramaticales juzgadas como inadecuadas o que pueden generar una interpretación incorrecta. Interviene en la dicción y el vocabulario, pues entiende todo los elementos que modifican el flujo cotidiano de la comunicación. Existen alrededor de 25 vicios de dicción, a continuación se presentan unos cuantos: 
- Vulgarismo
- Barbarismo
- Hiato cacofónico
- Solecismo
- Dequeísmo
- Cacofonía
- Monotonía
- Anfibología
- Cosismo
- Ultracorrección o Hipercorrección.